# دوري كرة القدم الأمريكية 1971
دوري كرة القدم الأمريكية 1971 هو موسم من دوري كرة القدم الأمريكية ‏. فاز فيه نيويورك أبولو ‏.